# Carl Gaillard
Carl Gaillard (* 13. Januar 1813 in Potsdam; † 10. Januar 1851) war ein deutscher Schriftsteller und Musikjournalist.

## Leben
Gaillard, der seinen Vater früh verlor, besuchte in Berlin das Gymnasium und wurde 1829 Lehrling in der Berliner Buchhandlung von Carl August Challier (1813–1871). Am 1. Oktober 1835 gründete er mit Challier eine Musikalien- und Verlagshandlung unter der Bezeichnung C. A. Challier & Co. Von 1844 bis 1847 war er Redakteur der Berliner musikalischen Zeitung, die im Verlag Challier erschien. Dort setzte er sich namentlich für den jungen Richard Wagner ein und sandte diesem 1844 sein Drama Cola Rienzi zur Begutachtung. Wagners Oper Rienzi (1842) hatte Gaillard zu seinem gleichnamigen Drama inspiriert. Daneben schrieb er unter dem Kürzel „C. G.“ für die in Leipzig erscheinenden Signale für die musikalische Welt.
In den letzten Jahren seines Lebens war er als Stadtverordneter tätig und engagierte sich zu Fragen der Auswanderung. Gaillard starb wenige Tage vor seinem 38. Geburtstag an einem „Brustübel“.

## Werke
- Zum Kölner Dom. Challier, Berlin 1843 (mit Dombaulieder von Philipp Kaufmann) (Digitalisat)
- Bilder aus Tscherkessien. Gedichte. Challier, Berlin 1843 (books.google.de); 2. Auflage 1845
- Ottavio Galfagna. Trauerspiel. 1844
- Thomas Aniello. Trauerspiel. 1845
- Cola Rienzi. Tragödie in fünf Aufzügen. Lorck, Leipzig 1846 (books.google.de)
- Ueber die Stellung der dramatischen Dichter in Deutschland. Deutsche Theaterzustände mit besonderer Rücksicht auf die Berliner Hofbühne, die eine Musterbühne für Deutschland sein soll, unter der Verwaltung des Herrn etc. von Küstner nebst Vorschläge zu Verbesserungen. A. Weinholz, Berlin 1847 (Digitalisat)
- Wie und wohin? Die Auswanderung und die Kolonisation im Interesse Deutschlands und der Auswanderer. Carl Reimers, Berlin 1849 (Digitalisat)
- Die deutschen Ansiedlungs-Unternehmungen in Süd-Brasilien. In: Vorträge gehalten in den öffentl. Sitzungen des Berliner-Vereins zur Centralisation deutscher Auswanderung und Colonisation, Nr. 7. Büreau des Vereins zur Centralisation deutscher Auswanderung & Colonisation, Berlin 1850